# 30 на 30

Відсоток землі в природоохоронних територіях по країнах, 2017 рік

30 на 30 (або 30x30) — це всесвітня ініціатива урядів щодо визначення 30 % суші та океанів Землі охоронюваними територіями до 2030 року. Мета була запропонована в статті 2019 року в Science Advances «Глобальна угода для природи: керівні принципи, етапи та цілі», в якій підкреслюється необхідність розширення зусиль зі збереження природи для пом'якшення зміни клімату. Започаткована Коаліцією високих амбіцій за природу та людей у 2020 році, понад 50 країн погодилися з ініціативою до січня 2021 року, яка зросла до понад 100 країн до жовтня 2022 року.
У вересні 2021 року для цієї ініціативи було оголошено про виділення 5 мільярдів доларів США для проекту під назвою «Захист нашої планети».
У грудні 2022 року 30 на 30 було погоджено на зустрічі COP15 Конвенції про біологічне різноманіття та стало ціллю Глобальної рамкової програми Куньмін-Монреаль з біорізноманіття. Це включає G7 та Європейський Союз.
Ця ініціатива викликала суперечки щодо прав корінних народів.

## Глобальні процеси
30 на 30 — це третя з 23 глобальних цілей щодо біорізноманіття на 2030 рік у Куньмінсько-Монреальській Глобальній структурі біорізноманіття, прийнятій у грудні 2022 року:
|  | Забезпечити та зробити так, щоб до 2030 року принаймні 30 відсотків наземних, внутрішніх вод, а також прибережних і морських територій, особливо територій, які мають особливе значення для біорізноманіття та екосистемних функцій і послуг, були ефективно збережені та керовані за допомогою екологічно репрезентативних, добре зв’язаних і справедливо керовані системи охоронюваних територій та інші ефективні природоохоронні заходи, що визнають корінні та традиційні території, де це можливо, та інтегровані в більш широкі ландшафти, морські ландшафти та океан, забезпечуючи при цьому, щоб будь-яке стале використання, де це доцільно, було повним узгоджено з результатами збереження, визнаючи та поважаючи права корінних народів і місцевих громад, у тому числі на їхні традиційні території. |

## Європейський Союз
Стратегія Європейської комісії з біорізноманіття до 2030 року була запропонована 20 травня 2020 року як внесок Європейського Союзу в глобальну структуру біорізноманіття після 2020 року. Стратегія містить кілька зобов'язань і дій, пов'язаних із збереженням біорізноманіття, які мають бути виконані до 2030 року, зокрема:
- розширення мережі наземних і морських охоронюваних територій Європейського Союзу шляхом розширення територій Natura 2000 і забезпечення суворої охорони територій з дуже високим біорізноманіттям і кліматичною цінністю;
- відновити більш деградовані екосистеми та керувати ними стабільно, пропонуючи обов'язкові цілі відновлення природи;
- посилення управління зусиллями Європейського Союзу щодо біорізноманіття, включаючи розширення фінансування, покращення реалізації та відстеження, а також інтеграцію цілей біорізноманіття в процес прийняття громадських та ділових рішень.

Стратегія біорізноманіття є основною частиною Європейської зеленої угоди, а також призначена для підтримки екологічного відновлення після «пандемії Covid-19».

## Сполучені Штати
27 січня 2021 року президент Джо Байден видав указ про «Подолання кліматичної кризи вдома та за кордоном». Серед кількох ініціатив щодо подолання кліматичної кризи наказ наказав федеральним департаментам опублікувати звіт протягом 90 днів «з рекомендаціями щодо кроків, які мають вжити Сполучені Штати, співпрацюючи з державними, місцевими, племінними та територіальними органами влади, сільськогосподарськими та лісовими землевласниками, рибалками, та інші ключові зацікавлені сторони, щоб досягти мети збереження щонайменше 30 відсотків наших земель і вод до 2030 року».
6 травня 2022 року адміністрація Байдена випустила «Збереження та відновлення прекрасної Америки» — попередній звіт для Національної цільової групи з питань клімату, в якому викладено запропоновані принципи, заходи та перші напрямки для національної «десятирічної місцевої кампанії зі збереження і відновити землі та води, від яких ми всі залежимо». Серед федеральних агенцій, що беруть участь, були Міністерство внутрішніх справ США, Міністерство сільського господарства США, Міністерство торгівлі США та Рада з питань якості навколишнього середовища.
У звіті визначено вісім принципів, якими керуватиметься зусиллями:
- Дотримуйтеся спільного та інклюзивного підходу до збереження.
- Збережіть землі та води Америки на благо всіх людей.
- Підтримуйте місцеві заходи щодо збереження.
- Шануйте племінний суверенітет і підтримуйте пріоритети племінних націй.
- Дотримуйтесь підходів до збереження та відновлення, які створюють робочі місця та підтримують здорові громади.
- Поважати права приватної власності та підтримувати добровільні зусилля приватних землевласників і рибалок.
- Використовуйте науку як посібник.
- Спирайтеся на існуючі інструменти та стратегії з акцентом на гнучкості та адаптивних підходах.

У звіті окреслено шість перших ініціатив:
- Створюйте більше парків і безпечних можливостей на відкритому повітрі в громадах, позбавлених природи.
- Підтримувати пріоритети збереження та реставрації під керівництвом племені.
- Розширюйте спільне збереження середовищ і коридорів риби та дикої природи.
- Збільшити доступ для відпочинку на природі.
- Стимулюйте та винагороджуйте добровільні зусилля рибалок, власників ранчо, фермерів і власників лісів.
- Створюйте робочі місця, інвестуючи у відновлення та стійкість.

У звіті пропонується відстежувати прогрес за допомогою Американського атласу охорони природи та управління, доступної онлайнової бази даних та інструменту картографування, який надаватиме поточну інформацію про землі та води, що зберігаються та відновлюються, а також щорічний публічний звіт «Америка Прекрасна», який відстежуватиме популяції риби та дикої природи, і прогрес у збереженні та реставрації по всій країні.

### Каліфорнія
7 жовтня 2020 року губернатор Каліфорнії Гевін Ньюсом видав указ, в якому проголошено «метою штату зберегти щонайменше 30 відсотків суші та прибережних вод Каліфорнії до 2030 року», а також наказав державним установам розробити та звітувати про стратегії для досягнення мети. до 1 лютого 2022 року. Наказом також було засновано Каліфорнійське співробітництво з біорізноманіття, яке складається з представників урядових установ, корінних племен, експертів та інших зацікавлених сторін.
Офіційний звіт Pathways to 30x30 California був опублікований Каліфорнійським агентством природних ресурсів 22 квітня 2022 року. У звіті окреслено десять шляхів або стратегій досягнення Каліфорнійськими цілями щодо біорізноманіття та охоронних територій до 2030 року:
1. Прискорення регіонального збереження.
2. Виконайте стратегічні придбання землі.
3. Збільшення добровільних консерваційних сервітутів.
4. Покращити збереження існуючих громадських земель і прибережних вод.
5. Інституціоналізація попереднього пом'якшення.
6. Розширюйте та прискорюйте відновлення та управління навколишнім середовищем.
7. Посилити координацію між урядами.
8. Спрямуйте інвестиції, щоб отримати максимальну користь від збереження.
9. Просувати та просувати додаткові заходи збереження.
10. Оцінка результатів збереження та адаптоване управління.